# Арвеладзе, Арчил Юстинович
Арчи́л Юсти́нович Арвела́дзе (груз. არჩილ არველაძე; род. 22 февраля 1973, Тбилиси, Грузинская ССР, СССР) — грузинский футболист.

## Биография
Воспитанник 35-й тбилисской футбольной школы.
В 1989 году упал с мотоцикла и порвал мышцы ноги, из-за чего около года не играл в футбол.

### Клубная карьера
Профессиональную карьеру начал в тбилисском «Динамо». Следующее десятилетие играл в чемпионатах Турции, Нидерландов, Германии. В 2003 году вернулся в «Динамо».

### Карьера в сборной
За сборную Грузии провёл 32 матча, забил 5 голов.

## Личная жизнь
Братья Арчила Шота (близнец) и Реваз также футболисты.